# Praise to the Man

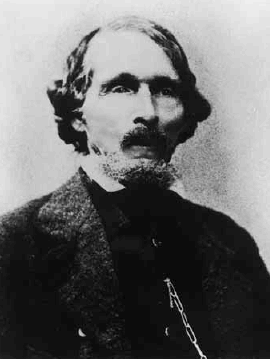
William W. Phelps, autor do hino.

"Praise to the Man" (em português brasileiro: "Hoje, ao Profeta Louvemos") é um poema escrito como uma homenagem a Joseph Smith líder dos Mórmons, pelo escritor de hinos dos últimos dias, William W. Phelps. O poema foi composto logo após o assassinato de Smith e mais tarde foi musicado e adotado como hino de A Igreja de Jesus Cristo dos Santos dos Últimos Dias.